# Werner Olk
Werner Olk (ur. 18 stycznia 1938 w Ostródzie) – niemiecki piłkarz i trener piłkarski.

## Kariera piłkarska
Zanim w 1960 roku trafił do Bayernu Monachium, grał w Arminii Hanower, występującej w Oberlidze.
W trakcie swojej 10-letniej przygody z Bayernem, zdobył 3 razy Puchar Niemiec (1966, 1967, 1969), Mistrzostwo Niemiec (1969) oraz Puchar Zdobywców Pucharów (1967). W latach 1965–1970 był kapitanem drużyny.
W 1970 roku przeszedł do FC Aarau, gdzie do 1973 roku był grającym trenerem.
W reprezentacji narodowej wystąpił raz, 8 października 1961 roku, w wygranym 2:0 wyjazdowym meczu z Polską.